# Goniocorella
Goniocorella is een geslacht van neteldieren uit de klasse van de Anthozoa (bloemdieren).

## Soort
- Goniocorella dumosa (Alcock, 1902)